# Фрадкин, Семён Захарович
Фрадкин Семён Захарович (Залманович) ( бел. Фрадкін Сямён Захаравіч 27 декабря 1932, Дубровно, Витебской области — 25 января 2007, Минск ) — советский и белорусский учёный в области онкологии. Основатель и руководитель научной школы по гипертермии и гипергликемии в онкологии.

## Биография
Сын Залмана Абрамовича Фрадкина и Тойбы Соломоновны Стулиной. В 1955 году окончил Смоленский государственный медицинский институт, в 1962 – аспирантуру. С 1959 работал в Институте усовершенствования врачей в Новокузнецке ( ассистент кафедры хирургии ).

С 1966 работал в Белорусском НИИ онкологии и медицинской радиологии ( с 1972 заведующий лабораторией ). В 1977 защитил докторскую диссертацию, в 1979 присвоено звание профессора. В 1988 за цикл работ по разработке и внедрению в практику метода лечения злокачественных новообразований с использованием гипертермии и гипергликемии он был удостоен, в составе коллектива авторов, Государственной премии БССР. 

Автор 484 научных работ, в том числе 10 монографий.

## Научные труды
- «Меланома кожи» ( совместно с И.В.Залуцким ) (2000)
- «Непосредственные и ближайшие результаты применения системы электромагнитной гипертермии в лечении больных с высокозлокачественными неорганными опухолями забрюшинного пространства» ( совместно с И.В.Залуцким и С.А.Мавричевым ) (2003)
- «Перспективы клинического применения общей гипертермии в многокомпонентном лечении больных с неорганными злокачественными опухолями забрюшинного пространства» ( совместно с И.В.Залуцким и С.А.Мавричевым ) (2003)
- «Клиническая онкология» ( в соавторстве ) (2003)
- «Эндогенная интоксикация у больных с генерализованными формами злокачественных новообразований в диагностике эфферентной терапии» ( в соавторстве ) (2004)
- «Современное состояние гипертермической онкологии и тенденции её развития» (2004)
- «Роль интервенционной радиологии в онкологической клинике» ( в соавторстве ) (2004)
- «Перспективы применения компьютеризированных систем для гипертермии» ( в соавторстве ) (2004)
- «Лабораторные критерии оценки эффективности гемосорбции в многокомпонентном лечении больных с генерализованными формами злокачественных новообразований» ( в соавторстве ) (2004)
- «Лечение высокозлокачественных (G3-G4) сарком мягких тканей: современные подходы» ( в соавторстве ) (2007)